# Gomphandra fusiformis
Gomphandra fusiformis är en järneksväxtart som beskrevs av Herman Otto Sleumer. Gomphandra fusiformis ingår i släktet Gomphandra och familjen Stemonuraceae. Inga underarter finns listade i Catalogue of Life.